# 빠빠빠
〈빠빠빠〉(영어: Bar Bar Bar)는 대한민국의 걸 그룹 크레용팝의 두 번째 디지털 싱글로, 2013년 6월 20일에 발매되었다. 복고풍 음악과 안무인 ‘직렬 5기통 춤’이 2013년 하반기부터 이듬해까지 크게 유행하였다.

## 설명
리듬에 집중한 곡이며, 드럼 앤드 베이스 기반의 반복되는 비트, 중독적인 훅, 귀여운 창법과 경쾌한 음색으로 곡의 특색을 살렸다. 트레이닝복 위에 치마를 입고 헬멧을 쓴 독특한 복장과 '직렬 5기통 춤', '장풍 춤', '개다리춤' 등 개성 있는 안무와 노래로 큰 인기를 얻었다.2013년 8월 13일 미국 빌보드는 『크레용팝 빠빠빠 : 2013 K팝 시장 대유행(k-pops viral hit for 2013)』이라는 기사로 극찬하였다. 빠빠빠는 2013년 8월 2주 연속 빌보드 K-Pop 차트 1위를 차지하였다.미국 ABC는 한국을 직접 방문하여 《빠빠빠》로 인기를 얻고 있는 크레용팝을 취재한 후 2013년 8월 28일 뉴스를 통해 크레용팝을 강력한 차세대 K-POP 루키로 주목했다.크레용팝은 2013년 8월 30일 KBS 뮤직뱅크에서 K-차트 1위를 차지하였다.

### 유행
트레이닝복 위에 치마를 입고 헬멧을 쓴 독특한 복장과 '직렬 5기통 춤', '장풍 춤', '개다리춤' 등 개성 있는 안무와 노래로 큰 인기를 얻었다. 특히 7월 12일 KBS <유희열의 스케치북>에서 소개된 이후 각종 차트에서 순위를 역주행하며 급속히 인기를 얻기 시작하였다. 권재연 감독이 연출한 뮤직비디오는 저예산 제작임에도 불구 유튜브에서 천만건이 넘는 조회수를 기록하였고, 유튜브의 패러디 UCC로 큰 호응을 얻었다.
크레용팝은 5만원짜리 저가 트레이닝복 콘셉트에 맞춰 25,000원짜리 저가 헬멧으로 테이프의 색깔을 매번 바꾸며 활동하고 있다.
2013년 8월 8일 MBC 뉴스데스크에서는 『크레용팝 열풍』이라는 주제로 직렬5기통춤이 대세라고 보도하며, 섹시나 노출 없이도 대중들을 사로잡은 크레용팝의 인기 요인과 '빠빠빠' 패러디 열풍에 대해 집중 보도했다.

### 뮤직비디오
안무 버전과 스토리 버전으로 저예산 뮤직비디오를 공개하였다. tvN 'SNL 코리아'의 패러디와 경찰, 소방서, 시청, 학교 등을 비롯하여 미국, 유럽, 남미, 아시아 등 국내외에서 유튜브의 커버댄스 UCC로 큰 호응을 얻었다. 2013년 9월 9일 소니뮤직은 VEVO 채널을 통해 유통되는 빠빠빠 글로벌 버전 뮤직비디오를 공개하였다.

### 춤
직렬 5기통 춤, 장풍 춤, 개다리 춤 등 독특한 안무를 크레용팝 멤버들이 직접 구상했다고 한다. '직렬 5기통 춤'은 엇갈리면서 점프하는 춤이 자동차 5기통 엔진 실린더가 움직이는 모습과 비슷하다고 해서 팬들이 지어준 이름이다. '직렬5기통 춤'이라는 명칭은 SLR클럽이라는 인터넷 커뮤니티를 중심으로 통용되다가 점차 확산되었다. 윤형빈을 시작으로, 류수영, 유아인, 샘 해밍턴, 박형식 등 유명 연예인들도 직렬5기통 춤을 따라하는 영상을 공개하면서 인기를 끌었다.

### 영향
2013년 8월 6일 월스트리트저널(The Wall Street Journal)은 크레용팝이 중독성 강한 음악 빠빠빠로 올해의 '강남스타일' 자리를 노리고 있다고 보도했다. 특히 다섯 명의 소녀가 번갈아 점프하며 추는 '직렬 5기통춤'이 세계를 강타한 싸이의 말춤과 비슷한 유형이라고 설명했다.
미국의 소셜 바이럴 사이트인 '버즈피드(buzzfeed)'와 해외 팝음악 언론 사이트인 '팝더스트(popdust)'는 빠빠빠의 안무 동영상을 소개하는 기사를 냈다. 호주 뉴스닷컴은 8월 12일 싸이의‘말춤’과 크레용팝의 ‘빠빠빠’의 '5기통춤'을 비교해 보도했다.
미국 빌보드(Billborad)는 『크레용팝 빠빠빠: 2013 K팝 시장 대유행(k-pops viral hit for 2013)』이라는 기사로 극찬하였다. 크레용팝의 갑작스런 성공은 누구도 예측 못했지만 많은 사랑을 받고 있다며, 바이러스처럼 퍼진 '강남스타일'의 싸이를 이을 스타가 탄생했다고 극찬했다.
2013년 8월 22일 미국 ABC 방송국과 중국 상하이TV가 '빠빠빠'와 독특한 콘셉트와 안무로 세계적 이슈의 중심에 오른 크레용팝을 취재하기 위해 한국에 입국하였다. 해외 방송사들은 크레용팝의 일정을 팔로우 하고, 틈틈이 멤버들과의 인터뷰를 시도하며 취재 열기를 나타냈다.
2013년 8월 28일 미국 지상파 ABC 방송사의 간판 프로그램인 《Good Morning America》는 크레용팝을 강력한 차세대 K-Pop 루키라 치켜세우며 크레용팝의 행보에 주목했다. ABC 뉴스는 크레용팝의 대표 안무인 '직렬 5기통 춤(straight five-cylinder engine dance)'를 언급하며 기존 걸그룹과 차별화된 콘셉트를 크레용팝의 성공 전략으로 지목했다. 싸이의 '강남스타일'처럼 빠르게 확산되고 있는 크레용팝의 '빠빠빠' 신드롬이 향후 더욱 큰 사랑을 받게 될 것이라고 예상했다.
2013년 10월 26일 영국의 경제주간지 이코노미스트(The Economist)는 특집 기사에서 크레용팝의 성공을 집중 조명했다. 엔진의 피스톤 움직임과 흡사하다는 이유로 팬들에 의해 이름 붙여진 '직렬5기통춤'은 수많은 패러디가 만들어졌으며, 스페인에서는 도로 한복판에서 빠빠빠 안무를 추기도 했다고 전했다. 특히 크레용팝은 K팝을 지배하는 3대 대형 기획사에 속하지 않고 자본도 충분하지 않았지만 이 점이 오히려 매력으로 작용했다고 평했다. 이코노미스트가 대한민국 걸그룹에 대한 특집 기사를 다룬 것은 극히 이례적이다.
크레용팝의 빠빠빠는 조용필의 '바운스'에 이어 교수 등 문화인들이 선택한 2013년 올해의 가요 2위를 차지했다.
방송사 PD·영화제작자·기자 등이 참여한 설문조사에서 크레용팝 빠빠빠는 2013년 가요계 최고 히트송 1위로 선정되었다.
YG엔터테인먼트 양현석 대표는 2013년 상반기 최고의 히트곡은 '빠빠빠'라고 극찬하기도 했다.
빠빠빠는 노래방 인기 차트에서도 2013년 8~9월 7주 연속 인기곡 1위를 차지하는 기록을 세웠다.

## 차트 성적

### 주간 차트
| 차트                  | 최고 순위 |
| --------------------- | --------- |
| 가온 디지털 종합 차트 | 3위       |
| 빌보드 K-Pop 핫 100   | 1위       |

### 가요 프로그램 1위
| 연도   | 수상 내역                                                   |
| ------ | ----------------------------------------------------------- |
| 2013년 | - 크레용팝 - 빠빠빠 - 8월 30일 KBS 《뮤직뱅크》 K-Chart 1위 |

## 수록곡
| #  | 제목               | 작사   | 작곡           | 재생 시간 |
| -- | ------------------ | ------ | -------------- | --------- |
| 1. | 〈빠빠빠〉         | 김유민 | 김유민, 이다경 | 3:00      |
| 2. | 〈빠빠빠 (Inst.)〉 |        | 김유민, 이다경 | 3:00      |